# ハンプトン・ホーズ
ハンプトン・ホーズ (Hampton Hawes) の名で知られるハンプトン・バーネット・ホーズ・ジュニア(Hampton Barnett Hawes, Jr., 1928年11月13日 - 1977年5月22日) は、アフリカ系アメリカ人のジャズ・ピアニスト。ビバップやハード・バップのジャンルで活躍し、1950年代において最も優れた、また、影響力のあったピアニストの一人。モダン・ジャズ草創期の日本に米軍の一員として滞在し、多くの日本人ジャズメンとも交流があった。

## 経歴

### 生い立ち
ホーズは、1928年11月13日に、カリフォルニア州ロサンゼルスで生まれた。父ハンプトン・ホーズ・シニアは、ロサンゼルスのウェストミンスター長老派教会の牧師であり、アフリカ系アメリカ人として初めて、投票によって全国長老派会議に選出された人物であった。母ガートルード・ホールマン(旧姓)は、ウェストミンスター教会のピアニストだった。
ホーズが初めてピアノに向かったのは、まだよちよち歩きの頃、ピアノを練習する母親の膝の上に座っていたときからだった。3歳の時には、とても複雑な旋律を憶えて奏でることができたという。まったくの独学ながら、十代の頃のホーズは、デクスター・ゴードン、ウォーデル・グレイ、アート・ペッパー、ショーティー・ロジャーズ、テディ・エドワーズといった、ウエスト・コーストの有名ジャズ音楽家たちと共演するようになっていた。19歳のとき、生涯で2つ目に就いた職は、ハワード・マギーのクインテットと一緒に、ハイディホー・クラブで8ヶ月演奏するというものだったが、このときグループにはチャーリー・パーカーが加わっていた。

### 軍務で日本へ
ホーズは、1952年から1954年にかけて、米国陸軍の一員として軍務で日本に駐留した。この時期の日本は、戦後占領期の間にビバップを受容し、日本人演奏家によるモダン・ジャズが定着しつつあった。
日本に滞在中、ホーズは飛び入りで演奏に参加するなどして、植木等や穐吉敏子などといった日本人ジャズメンとしばしば交流し、ジャム・セッションなどを行った。当時、ホーズと親しく接した日本人たちは、ホーズの姓を曲解してか、「馬(ウマ)さん」の愛称でホーズを呼んでいた。
ホーズは、1954年に、守安祥太郎を中心に当時の日本人モダン・ジャズ奏者が数多く参加したジャム・セッションで、録音が残されている、いわゆる「幻のモカンボセッション」にも参加しており、「テンダリー (Tenderly)」の演奏が残されている。

### ジャズ・ピアニストとしての成功
除隊となり日本から帰国したホーズは、ベーシストのレッド・ミッチェルと、ドラマーのチャック・トムスンと共に、自らのトリオを結成する。1955年にこのグループによってコンテンポラリー・レコードで録音され、3枚のレコードに収められた「Trio」のセッションは、当時のウエスト・コーストでも最良のレコードと評された。翌1956年、ホーズはギタリストのジム・ホールをグループに加え、ロサンゼルスのコンテンポラリー・スタジオにおいて、休みなしの1回のセッションで「All Night Sessions」のレコード3枚分を一挙に録音した。
1956年には、6ヶ月かけて米国内各地をツアーで回り、「Down Beat」誌と「Metronome」誌の新人賞を獲得した。翌1957年には、チャールズ・ミンガスのアルバム「Mingus Three」に参加し、ニューヨークでミンガスとの録音を重ねた。

### 活動の休止
長年ヘロイン中毒と闘っていたホーズは、1958年に連邦政府の取り締まり当局に目をつけられた。連邦政府は、ロサンゼルスのヘロイン密売組織についての情報を探るためにホーズを利用しようとした。成功したホーズが、それを失うリスクを冒してまで、当局への協力を拒むことはないと考えたのである。おとり捜査で近づいた捜査員に、少量のヘロインを売り渡すと約束したホーズは、30歳の誕生日に逮捕されたが、話すことを拒否した。ホーズはこれによって、最小刑量の倍にあたる10年の刑に処され、連邦医療刑務所に収監された。逮捕されてから収監されるまでの間に、ホーズはスピリテュアルとゴスペルの曲を集めたアルバム「The Sermon」をコンテンポラリー・レコードで録音した。
フォートワース連邦医療施設で3年間を過ごしていたホーズは、1961年にケネディ大統領の就任演説をテレビで見て、ケネディなら恩赦を与えるはずだと確信した。奇跡的な展開を経て、ケネディは1963年に、大統領在任最後の年に与えられたわずか43件の特赦の42件目として、ホーズに特赦を与えた。

### 活動再開後
放免されたホーズは、演奏と録音を再開した。1967年から1968年にかけての世界ツアーで、ホーズは、ヨーロッパ、アジア、中東のジャズ愛好家たちの間で、自分が伝説上の人物となっていることを知る。ホーズは、海外を10ヶ月回る間に、フランスの名ピアニストマーシャル・サラールと共演した2枚を含め、9枚のアルバムを録音した。10ヵ国以上の国々でコンサートは満員となり、各地の新聞に取り上げられ、ヨーロッパのテレビにも出演した。1970年代になると、ホーズは電化された音楽も試み、フェンダー＝ローズはホーズのために特注の楽器を作ったが、結局、彼はアコースティックなピアノの演奏に回帰していった。
ドン・アッシャーとの共作として書かれた自伝『Raise Up Off Me』が1974年に発表されると、彼のヘロイン中毒体験、ビバップ運動、著名なジャズ音楽家たちとの交遊などが注目された。この本は、優れた音楽書に与えられるASCAP ディームス＝テイラー賞を1975年に受賞した。この本に序文を寄せた批評家ゲイリー・ギディンズは、『Raise Up Off Me』は「ジャズの文学への大きな貢献」であるとした。『The Penguin Guide to Jazz』は、この本を「ミュージシャンによって書かれた回顧録として最も感動的なものの一つであり、ジャズに関して書かれた古典といえる」と評している。1987年には、ロジャー・ハンターとマイク・デイヴィスによる128ページのハンプトン・ホーズの伝記とディスコグラフィーが、イギリスで出版された。
ピアニストとしてのホーズのスタイルは、並ぶもののないほどのスウィング感、ハーモニーへのユニークなアプローチ、特にブルース曲の場合に発揮される感情的な深みのある表現など、容易に聞き分けられる特徴的なものであった。ホーズが影響を与えたピアニストは、アンドレ・プレヴィン、オスカー・ピーターソン、ホレス・シルヴァー、クロード・ウィリアムソン、ピート・ジョリー、穐吉敏子など数多くいる。ホーズ自信が影響を受けたものとしては、子どもの頃から父の教会で聴いていたスピリチュアルや、アール・ハインズのブギウギ・ピアノなど、様々なものがあった。ホーズは、ピアニストとして、バド・パウエルとナット・キング・コールから多くを学んだが、最も大きな影響を受けたのは友人でもあったチャーリー・パーカーからであった。
ホーズは、1977年に脳出血で急死した。48歳であった。2004年、ロサンゼルス市議会は、11月13日を「ハンプトン・ホーズの日」とする決議を行った。

## ディスコグラフィ

### リーダー作品
- Hampton Hawes Early Years Trio and Quartet Sessions 1951-56 (Fresh Sounds Records CD 369)
- The Hampton Hawes Memorial Album (Xanadu 161) 1952–1956
- Hampton Hawes Trio, Vol. 1 - The Trio (Contemporary C 3505; Fantasy OJC 316, OJCCD 316-2) 1955
- This Is Hampton Hawes, Vol. 2 - The Trio (Contemporary C 3515; Fantasy OJC 318, OJCCD 318-2)
- Everybody Likes Hampton Hawes, Vol. 3 - The Trio (Contemporary C 3523; Fantasy OJC 421, OJCCD 421-2)
- All Night Session!, Vol. 1-3 (1956)
- Four! (Contemporary C 3553, S 7553; Stereo S 7026; Fantasy OJC 165, OJCCD 165-2) 1957
- "The Sermon" (Contemporary) 1958
- "For Real!" (Contemporary M 3589, S 7589; Fantasy OJCCD 713-2), 1958
- The Green Leaves of Summer (Contemporary C 3614, S 7614; Fantasy OJC 476, OJCCD 476-2) 1964
- The Seance (Contemporary C 3621, S 7621; Fantasy OJC 455, OJCCD 455-2) 1966
- Blues for Bud (Black Lion (J) TKCB 30073)
- Playin' in the Yard (Prestige P 10077) 1973
- Hampton Hawes at the Piano (Contemporary S 7637) 1976 (released 1978)
- Curtis Fuller and Hampton Hawes with French Horns (Status ST 8305; Fantasy OJCCD 1942-2) 1957
- Hampton Hawes, Martial Solal - Key for Two (BYG (F) 529 125) 1968
- Northern Windows (1974, Prestige)
- At the Piano (1976, Contemporary)
- Killing Me Softly (1976, Contemporary)
- As Long As There's Music (1977, Artists House, チャーリー・ヘイデンとの共作)

- A Little Copenhagen Night Music (Freedom Records)
- Live at the Montemarte (Freedom Records)
- This Guy's in Love with You (Freedom Records)

### サイドマンとして参加した作品
- チャールズ・ミンガス Charles Mingus - Mingus Three' (Jubilee JLP 1054) 1957
- ソニー・ロリンズ Sonny Rollins and the Contemporary Leaders (Contemporary C 3564, S 7564; Fantasy OJC 340, OJCCD 340-2; 1958)
- アート・ペッパー The Early Show (1952; Xanadu Records)
- アート・ペッパー Living Legend (Contemporary S 7633) 1975 (released 1976)
- アート・ファーマー On the Road (Contemporary S 7636) 1976